# Johann Wenzel (Ingenieur)

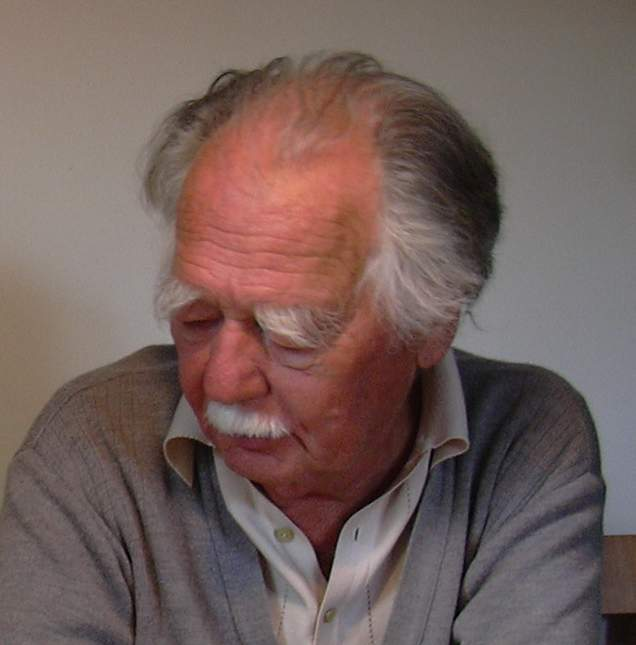
Johann Wenzel

Johann Wenzel (* 17. Januar 1918 in Darmstadt; † 7. April 2009 in Mollis; Pseudonym: Jobst) war ein deutscher Ingenieur, Technikhistoriker und Uhrenforscher.

## Leben
Johann Wenzel wuchs in seinem Geburtsort Darmstadt auf und absolvierte dort auch sein Studium zum Diplom-Ingenieur; er war wissenschaftlicher Assistent in einem Forschungsinstitut an der Technischen Hochschule und anschließend bis 1944 im Staatstheater Assistent des technischen Direktors. Kurz vor Ende des Krieges wurde er als Sanitäter eingezogen und geriet bald in Kriegsgefangenschaft nach Frankreich, aus der ihm im Jahr 1946 die Flucht gelang. Danach wanderte er über mehrere Länder bis nach Brasilien aus. Brasilien wurde, unterbrochen von vielen, teils sehr langen Reisen durch die Welt, für 25 Jahre sein Zuhause. Bis 1956 arbeitete er im Wesentlichen als Vermessungsingenieur, um sich im gleichen Jahr als Unternehmer für große Rohrleitungssysteme selbständig zu machen. 1974, nach Verkauf der Fabrik und Haushaltsauflösung, zog er in die Schweiz ins Glarnerland in eine einfache Wohnung, wo er bis zu seinem Tod wohnte. Jobst Wenzel war Mitglied der Schweizer Organisation EXIT, die sich für die Sterbehilfe einsetzt. Er starb im Alter von 91 Jahren.

## Leistungen
Johann Wenzel war ein Ingenieur im besten alten Sinne. Er verstand es, mit Kreativität und unter Zuhilfenahme einfachster Mittel auch schwierige Aufgabenstellungen zu lösen. Nach seiner Rückkehr aus Brasilien wurde er Mitglied der Deutschen Gesellschaft für Chronometrie. Von 1978 bis 1991 wurde er als Beirat in das erweiterte Präsidium der Gesellschaft gewählt. In den 80er-Jahren analysierte er zusammen mit Ludolf von Mackensen, dem damaligen Direktor des Astronomisch-Physikalischen Kabinetts in der Orangerie Kassel, die astronomische Tischuhr von Jost Bürgi. Mit Günther Glaser aus Stuttgart arbeitete er aktiv an dem Handbuch für Chronometrie und Uhrentechnik. Im Deutschen Uhrenmuseum analysierte er die astronomische Uhr von Pater Thaddäus Rinderle. Aus dieser Zeit sind viele weitere fachliche Artikel und Veröffentlichungen bekannt.

## Schriften (Auswahl)
- Repetition auf Anfrage beim Schloßscheiben-Schlagwerk. In: Schriften der „Freunde alter Uhren“. Band 16, DGC (Hrsg.), Verlag W. Kempter, Ulm 1977, ISBN 3-921348-21-8, S. 71f.
- Aus der Werkstatt für die Werkstatt: Wie wurden in früheren Jahrhunderten die Zahnräder geteilt? In Schriften der „Freunde alter Uhren“. Band 20, DGC (Hrsg.), Verlag W. Kempter, Ulm 1981, ISBN 3-921348-27-7, S. 157f.
- Betrachtungen über Nachtlicht- und Nachtlampenuhren. In: Schriften der „Freunde alter Uhren“. Band 20, DGC (Hrsg.), Verlag W. Kempter, Ulm 1981, ISBN 3-921348-27-7, S. 89f.
- Das Getriebe im Deckel einer Tischuhr von Jost Bürgi. In: Alte Uhren. Heft 1 und Heft 2, Callwey Verlag, München 1983.
- Musik aus der Westentasche. In: Schriften des historisch-wissenschaftlichen Fachkreises „Freunde alter Uhren“. Band 28, DGC (Hrsg.) Stuttgart 1989, ISBN 3-923422-06-7, S. 121f.
- „Neüwe Astronomische kunstliche Uhre“ von Michael Zingg aus Glarus (1599–1676). In: Alte Uhren und moderne Zeitmessung. Ebner, Nr. 3, 1991, S. 34f.
- Das Astrolab an Uhren. In: Klassik-Uhren. Ebner, Band 19 (1996), Nr. 6, S. 36f.
- Aequationsuhren. In: Jahresschrift 2002. Band 41, DGC (Hrsg.) Stuttgart 2002, ISBN 3-923422-20-2, S. 81f.
- Der Sonnen-Sextant. In: Jahreschrift 2004. Band 43, DGC (Hrsg.) Kunstverlag Josef Fink, Lindenberg in Allgäu 2004, ISBN 3-89870-204-9, S. 232f.
- Meine Lieblingsuhr „Das WRACK“. In: Jahreschrift 2004. Band 43, DGC (Hrsg.) Kunstverlag Josef Fink, Lindenberg in Allgäu 2004, ISBN 3-89870-204-9, S. 65f.
- Die astronomisch-geographische Uhr von Pater Thaddäus Rinderle. Deutsches Uhrenmuseum, Furtwangen 2007, ISBN 978-3-922673-20-0.